# Carlos Humberto González
Carlos Humberto González (Guadalajara, Jalisco, México, 3 de noviembre de 1977) es un exfutbolista y entrenador Mexicano. Jugaba de defensa y su último club fue el Pumas Morelos de la Liga de Ascenso de  México. Actualmente se desempeña como Auxiliar Técnico de Rafael Puente en los Pumas.

## Trayectoria
Debutó en el Atlas  el 10 de diciembre de 1994, en un partido disputado contra Tigres, en el cual su equipo Atlas, perdió por un marcador de 2:1.
Estuvo después en el Tecos de la Universidad Autónoma de Guadalajara hasta el año 2002 que fue transferido a Monarcas Morelia, donde destacó hasta el año 2007, cuando fue transferido a los Pumas de la UNAM, donde fue subcampeón en el 2007 y campeón en el 2009. Después militó para su filial en la extinta división de Ascenso MX Pumas Morelos

## Clubes
| Club                 | País   | Año         |
| -------------------- | ------ | ----------- |
| Atlas de Guadalajara | México | 1994 - 2000 |
| Tecos de la UAG      | México | 2000 - 2002 |
| Monarcas Morelia     | México | 2002 - 2007 |
| Pumas de la UNAM     | México | 2007-2012   |
| Pumas Morelos        | México | 2012 - 2013 |

### Campeonatos nacionales
| Título          | Club             | País   | Año  |
| --------------- | ---------------- | ------ | ---- |
| Torneo Clausura | Pumas de la UNAM | México | 2009 |